# Rhadamistos

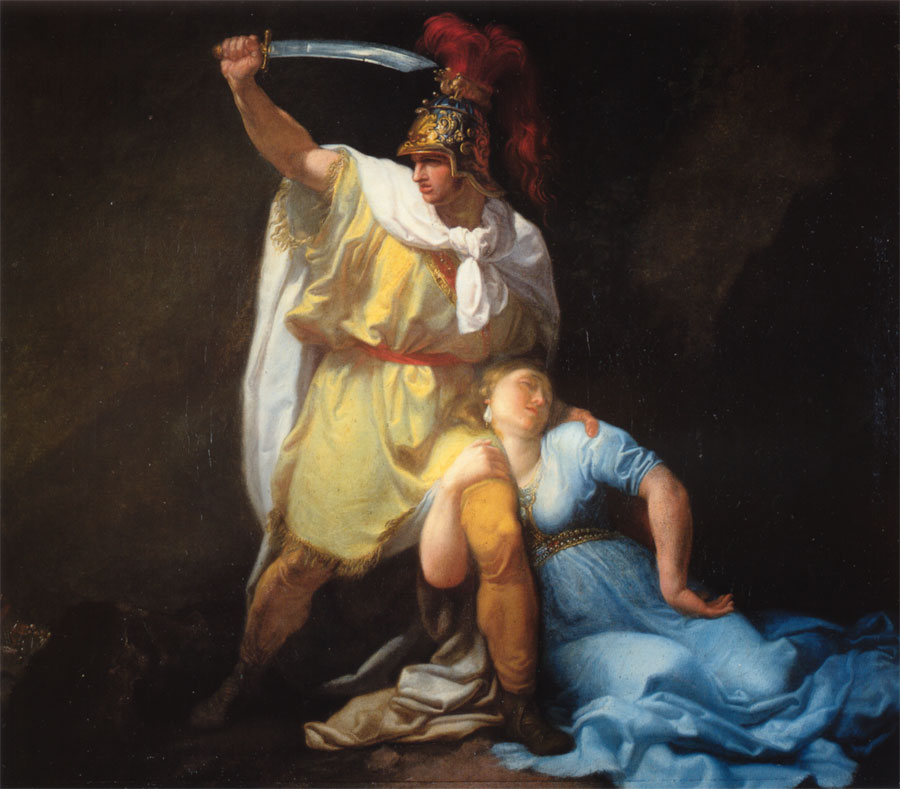
Rhadamistos tötet Zenobia, Luigi Sabatelli 1803

Rhadamistos  (georgisch რადამისტი, Radamist'i, armenisch Հռադամիզդ, Hřadamizd), Sohn des iberischen (georgischen) Königs Pharasmanes aus der Dynastie der Parnawasiden, war von 51 bis 54 König von Armenien.
Er war Schwiegersohn seines Onkels Mithradates, den er bekriegte. Dieser floh in das römische Kastell Gorneae, wurde aber von den Römern ausgeliefert, nachdem Rhadamistos geschworen hatte, ihn weder durch Feuer, Stahl noch durch Gift zu töten. Daraufhin ließ Rhadamistos seinen Onkel ersticken und auch dessen Frau und Kinder töten. Die Römer erkannten Rhadamistos’ Herrschaft nicht an, duldeten sie aber, was den Parthern Anlass zum Eingreifen gab. Der Großkönig Vologaeses I. vertrieb Rhadamistos und belehnte seinen Bruder Trdat I. mit der Herrschaft Armeniens. Nach einem Rückzug des Trdat I. konnte Rhadamistos zurückkehren, wurde aber um 54 von aufständischen Einwohnern erneut verjagt. Rhadamistos floh mit seiner Frau Zenobia nach Iberien. Auf der Flucht erstach er vermeintlich seine hochschwangere Gemahlin auf deren Bitten, doch wurde sie gerettet. Er selbst entkam nach Iberien, wurde aber von seinem Vater als angeblicher Verräter getötet.
Der Stoff wurde in der Oper Radamisto von Georg Friedrich Händel und im vielfach vertonten Opern-Libretto Zenobia von Pietro Metastasio verarbeitet.

## Weblink
| Vorgänger   | Amt                      | Nachfolger |
| ----------- | ------------------------ | ---------- |
| Mithridates | König von Armenien 51–54 | Trdat I.   |

| Personendaten    | Personendaten                              |
| ---------------- | ------------------------------------------ |
| NAME             | Rhadamistos                                |
| KURZBESCHREIBUNG | König von Armenien (51–54)                 |
| GEBURTSDATUM     | 1. Jahrhundert v. Chr. oder 1. Jahrhundert |
| STERBEDATUM      | nach 54                                    |